# 鹿児島県道462号堂山宮之城線
鹿児島県道462号堂山宮之城線（かごしまけんどう462ごう どうやまみやのじょうせん）は、鹿児島県姶良市から薩摩郡さつま町に至る一般県道である。

## 概要

### 路線データ
- 起点：鹿児島県姶良市北山（鹿児島県道446号十三谷重富線交点）
- 終点：鹿児島県薩摩郡さつま町広瀬（鹿児島県道51号宮之城加治木線交点）

## 路線状況

### 重複区間
- 鹿児島県道396号薩摩祁答院線（薩摩川内市祁答院町黒木）

## 地理

### 通過する自治体
- 姶良市
- 薩摩川内市
- 薩摩郡さつま町

### 交差する道路
| 交差する道路                             | 市町村名   | 市町村名   | 交差する場所 | 交差する場所 |
| ---------------------------------------- | ---------- | ---------- | ------------ | ------------ |
| 鹿児島県道446号十三谷重富線              | 姶良市     | 姶良市     | 北山         | 起点         |
| 鹿児島県道396号薩摩祁答院線 重複区間起点 | 薩摩川内市 | 薩摩川内市 | 祁答院町黒木 |              |
| 鹿児島県道396号薩摩祁答院線 重複区間終点 | 薩摩川内市 | 薩摩川内市 | 祁答院町黒木 |              |
| 鹿児島県道51号宮之城加治木線             | 薩摩郡     | さつま町   | 広瀬         | 終点         |

### 沿線
- 薩摩川内市立黒木小学校